# Gonionotophis vernayi
Espèce
Synonymes
- Mehelya vernayi Bogert, 1940

Gonionotophis vernayi est une espèce de serpents de la famille des Lamprophiidae. 

## Répartition
Cette espèce se rencontre dans le nord de la Namibie et le sud-ouest de l'Angola.

## Étymologie
Cette espèce est nommée en l'honneur d'Arthur Stannard Vernay.

## Publication originale
- Bogert, 1940 : Herpetological results of the Vernay Angola Expedition. I. Snakes, including an arrangement of the African Colubridae. Bulletin of the American Museum of Natural History, vol. 77, p. 1-107 (texte intégral).